# Xã Woodlawn, Quận Kidder, Bắc Dakota
Xã Woodlawn (tiếng Anh: Woodlawn Township) là một xã thuộc quận Kidder, tiểu bang Bắc Dakota, Hoa Kỳ. Năm 2010, dân số của xã này là 94 người.